# Орден Сільськогосподарських заслуг
О́рден Сільськогоспо́дарських заслу́г (фр. L'Ordre du Mérite agricole) — орден Франції, заснований 7 липня 1883 року.

## Історія
Орден було засновано 7 липня 1883 Міністром сільського господарства Франції Жюлем Меліном для нагородження за заслуги й досягнення в галузі сільського господарства. За задумом засновників цей орден повинен був грати роль і значущість ордена Почесного легіону для діячів сільського господарства. Навіть планувалося виконати дизайн знаків ордена близьким до дизайну ордена Почесного легіону, але це не було здійснено.
Цей орден — одна з чотирьох відомчих нагород (орден Академічних пальм, орден Морських заслуг і Орден Мистецтв та літератури), збережених за орденською реформою 1963 року, яка скасувала численні відомчі ордена заслуг на користь новозаснованого Національного ордена Заслуг.

## Ступені
Орден Сільськогосподарських заслуг складається з трьох ступенів:
- Командор (фр. Commandeur) — знак на стрічці, що носиться на шиї (вищий ступінь ордена);
- Офіцер (фр. Officier) — знак на стрічці з розеткою, що носиться на лівій стороні грудей;
- Кавалер (фр. Chevalier) — знак на стрічці, що носиться на лівій стороні грудей.

До 1999 року колір смужок був малиновий (колір амаранту), в 1999 році змінено на червоний (декрет № 99-938 від 4 листопада 1999 року).
Для повсякденного носіння на цивільному одязі передбачені розетки зі стрічки ордена, а для носіння на мундирах — орденські планки:
| До 1999 року: | — Командор, | — Офіцер, | — Кавалер; |
| З 1999 року:  | — Командор, | — Офіцер, | — Кавалер. |